# Battaglia di Cuma (524 a.C.)
La battaglia di Cuma si svolse nel 524 a.C. e vide contrapposti gli Etruschi, alleati dei Cartaginesi, e gli abitanti di Cuma, guidati dal loro capo, Aristodemo. Questa battaglia è la prima nella storia etrusca in cui si menziona l'esercito, infatti prima le fonti riguardo alla posizione militare etrusca trattavano soltanto della potenza marittima.
Dopo la sconfitta dei Focei presso Alalia da parte degli Etruschi e dei Cartaginesi, nel 535 a.C., i perdenti furono ospitati dal tiranno Aristodemo nella città di Cuma, di origine calcidese. Con la vittoria di Alalia, i domini etruschi avevano raggiunto il momento di massima espansione e la posizione di primo ordine nel mar Tirreno era garantita dai floridi commerci e da un'aggressiva politica talassocratica iniziata con la prima espansione verso sud nel VII secolo a.C. Molto importante si rivelava ai Greci in Italia l'esito del successivo scontro con la civiltà etrusca, una sconfitta avrebbe infatti destabilizzato seriamente l'influenza che i Greci esercitavano sulla penisola. Importante come per i Greci, anche per gli Etruschi un'eventuale vittoria della battaglia avrebbe abbattuto le già labili opposizioni che impedivano il completo controllo della costa tirrenica.
La sconfitta aveva destato l'attenzione degli Spartani, che sfruttarono il momento di confusione che si era originato non solo tra gli Etruschi ma anche tra i loro alleati, i Cartaginesi. Al comando del generale Dorieo, un esercito fu condotto fino alle coste dell'Africa presso Cartagine con l'obiettivo di danneggiare i commerci nemici nel mar Tirreno, cercando nel contempo di conquistare qualche posizione di prestigio ad occidente. Con tal proposito, gli Spartani riuscirono a fondare una colonia (Cinipe) nel 513 a.C. alla foce del fiume omonimo, per poi vederla conquistata dai Cartaginesi appena tre anni dopo, nel 510 a.C. Dorieo, ritirato il suo esercito dall'Africa, si rivolse ai territori cartaginesi nell'ovest della Sicilia, in particolare alla rocca di Erice, che attaccò nel 500 a.C. con scarsi risultati; probabilmente riuscì solo a fondare una colonia, o un momentaneo accampamento, in Sicilia senza che riuscisse a intaccare il dominio cartaginese.